# جيوفان ماركو سينيكو
جيوفان ماركو سينيكو أو جيوفان ياماركو دا بارما (بارما، حوالي عام 1430 - نابولي، حوالي عام 1503)، كان خطاطًا إيطاليًا من القرن الخامس عشر، نشط في البيئة الأراغونية لمملكة نابولي.

## السيرة
كان تلميذًا لبييترو ستروزي [الإنجليزية] في فلورنسا ، وهو معروف قبل كل شيء بأنه "نساخ ممتاز [الإنجليزية]"، وهو النشاط الذي عمل فيه في الدائرة الثقافية التي ازدهرت حول بلاط نابولي للملك فيرانتي الأراغوني.
ونعلم أيضًا بعض أعماله في التجميع والترجمة إلى اللغة العامية [الإنجليزية]، والتي كرس نفسه لها بنتائج متواضعة. وهو معروف، على سبيل المثال، بكتاب الصقور والطيور الجارحة الأخرى (باللاتينية: Libro de' falconi et altri uccelli di presa) ، وهو ترجمة نابولي لكتاب لاتيني مُترجم من شخصية عربية تُدعى مؤمن، وهو أطروحة عن الصيد بالصقور، وهي ترجمة من العربية إلى اللاتينية في القرن الثالث عشر لثيودورو الأنطاكي [الإنجليزية] ( المعلم ثيودورو)، وهو طبيب وفيلسوف ومنجم في بلاط فريدريك الثاني السوابي.
تم تناقل المخطوطة المضيئة لكتاب الصقور والطيور الجارحة الأخرى في نسخة بخط اليد، وهي مملوكة لمكتبة لورينتيان (مجموعة أشبورنهام، 1249).

## ملحوظات
1. 1 2  .

## فهرس
- تامرو دي مارينيس [الإيطالية]، المكتبة النابولية لملوك أراغون ، ميلانو-فيرونا، 1947-1969
- Mauro De Nichilo, سينيكو، جيوفان ماركو ، في قاموس السيرة الذاتية للإيطاليين ، المجلد. 25، روما، معهد الموسوعة الإيطالية، 1981.
- لورا مينرفيني، TEODORO DI ANTIOCHIA ، موسوعة فيودورنا [الإيطالية]، المجلد. 11، معهد الموسوعة الإيطالية تريكاني

## الإدخالات ذات الصلة
- مؤمن